# Panama City Beach, Florida
Panama City Beach är en stad (city) i Bay County, i delstaten Florida, USA. Enligt United States Census Bureau har staden en folkmängd på 12 092 invånare (2011) och en landarea på 47,6 km².